# Medusandra
Medusandra é um género de plantas com flores na família peridiscaceae. Possui duas espécies, Medusandra richardsiana e Medusandra mpomiana. M. richardsiana é a mais comum e conhecida. Ambas as espécies são nativas dos Camarões e países adjacentes.
Medusandra foi nomeado por John Brenan em 1952. Brenan colocou Medusandra na sua própria família, Medusandraceae, e acrescentou Soyauxia a essa família em 1953. A maioria dos autores, no entanto, manteve Medusandraceae como uma família monogenérica e colocou Soyauxia em outro lugar. Uma descrição detalhada de Medusandra foi publicada por John Hutchinson em 1973.